# Ummanigash
Ummanigash est un souverain du royaume d'Élam qui régna de 653 à 632 av. J.-C. après la décapitation de son prédécesseur Teumman en 653. Il dirigeait une partie de l'Élam tandis que son frère, Tammaritu, en dirigeait une autre. On le trouve parfois écrit Humban-nikash II ou Khumban-nikash II.
Urtaki, le père d'Ummanigash et Tammaritu, avait gouverné Elam de 675 à 664. A cette date-là, il est mort et remplacé par Teumman. Quand Teumman est arrivé au pouvoir, les fils d'Urtaki, Ummanigash, Ummanappa et Tammaritu, s'échappèrent en Assyrie par crainte de Teumman, et vécurent sous protection assyrienne à Ninive. Selon sa position dans une liste assyrienne, Ummanigash était probablement le fils aîné d'Urtak. Le roi assyrien Assurbanipal, lors de la Bataille de l'Ulai, tua Teumman.
Après la mort de Teumman, le roi assyrien plaça Ummanigash comme "roi" sur la ville élamite de Madaktu, et son frère Tammaritu comme "roi" d'Hidalu. Pendant ce temps, Assurbanipal fait face à une tentative de son frère, Shamash-shum-ukin, roi de Babylone, de s'emparer de l'Empire assyrien. Ummanigash se joignit à cette rébellion, envoyant des soldats à l'aide de Shamash-shum-ukin en 652. Les forces élamites ont été vaincues, et peu après un individu du nom de Tammaritu (pas le frère de Teumman) est arrivé au pouvoir en Elam, probablement en raison de défaite élamite. Ce successeur d'Ummanigash est connu dans l'histoire moderne sous le nom de Tammaritu II.